# Polaris Dawn
Polaris Dawn byla první mise soukromého kosmického programu Polaris s kosmickou lodí Crew Dragon od SpaceX. Po řadě odkladů odstartovala 10. září 2024. Pětidenní let přinesl posádce rekordní zápis do statistiky dosažené výšky nad zemským povrchem při letu po oběžné Země (1 408,1 km). Součástí mise byl také výstup do volného prostoru v nových skafandrech. Velitelem posádky byl Jared Isaacman, který vytvořením a financováním programu Polaris navazuje na svůj předchozí projekt charitativního soukromého kosmického letu Inspiration4 uskutečněného v roce 2021.

## Pozadí
Podnikatel Jared Isaacman oznámil v únoru 2022 vznik programu Polaris, jako pokračování své mise Inspiration4. Cílem bylo urychlení rozvoje pilotované kosmonautiky, testování nových technologií, výzkum dopadů kosmických letů na člověka a podpora Dětské výzkumné nemocnice svatého Judy v Memphisu v Tennessee, která se zabývá léčbou dětí s rakovinou.

## Úkoly mise
Mezi úkoly pětidenní mise Polaris Dawn patřilo:
- překonání výškového rekordu při kosmickém letu na nízké oběžné dráze (1387 km) stanoveného při misi Gemini 11 – Jared Isaacman v polovině ledna 2024 zveřejnil, že plánovaná dráha mise v apogeu dosáhne 1400 km;[3]
- provedení prvního soukromého výstupu do volného prostoru, včetně otestování nová generace skafandru (EVA) od SpaceX;
- výzkum dopadů kosmické letu na zdraví astronautů;
- testování komunikace s pomocí satelitů Starlink;
- provedení bezmála 40 vědeckých a výzkumných experimentů a měření, zejména v oblasti medicíny a fyziky.[3][4]

Pokud jde o plánovaný výstup, Jared Isaacman během roku postupně zveřejňoval detaily:
- při výstupu nebude použita přechodová komora, takže vakuu bude vystavena celá kabina a po výstupu a uzavření průlezu bude znovu natlakována. Ve skafandrech proto budou během výstupu všichni čtyři členové posádky[5] a dokonce si je obléknou i na start a přistání, namísto obvyklých lehkých skafandrů pro běžné lety lodí Dragon;[6]
- výstup se uskuteční ve druhé části letu po snížení apogea dráhy na asi 700 km nad Zemí;[7]
- členové posádky budou vystupovat po jednom, každý zhruba na 20 minut, takže celková délka výstupu bude více než 2 hodiny;[8][9]
- při přípravě výstupu byla zvažována a zejména správnou volbou dráhy také redukována rizika, především riziko z kontaktu s malými, nesledovanými kusy vesmírného odpadu a riziko ze zvýšené radiace.[10]

Na začátku května 2024 SpaceX za přítomnosti posádky Polaris Dawn představila podobu skafandru pro své budoucí vesmírné mise, který bude poprvé otestován právě při letu Polaris Dawn. Skafandry do volného vesmíru (EVA) navazují na skafandry používané pro zvýšení ochrany astronautů při startech a přistáních lodí Crew Dragon (IVA), prošly ale řadou úprav a vylepšení, především doplnění nezbytné nové vrstvy kvůli udržení potřebné teploty uvnitř vesmírného obleku. Upraveny ale byly také ostatní materiály a kvůli zvýšení mobility astronautů SpaceX zapracovala také na pohyblivosti všech kloubů na skafandru. Na helmu konstruktéři doplnili kameru a dovnitř průhledový displej  zobrazující čas a údaje o vnitřní teplotě, vlhkosti a tlaku ve skafandru.
Před startem vyšlo najevo, že výstupy s podporou madel kolem průlezu uskuteční pouze 2 členové posádky, Isaacman a Gillisová.

## Posádka
Posádku mise Polaris Dawn tvoří:
- Jared Isaacman (2) – velitel
- Scott Poteet (1) – pilot
- Sarah Gillisová (1), SpaceX – letová specialistka
- Anna Menonová (1), SpaceX – letová specialistka a zdravotnice

V závorkách je uveden dosavadní počet letů do vesmíru včetně této mise.
Sarah Gillisová je ve SpaceX zodpovědná za výcvik astronautů a Anna Menonová pracuje na vývoji operačních a nouzových postupů při pilotovaných letech lodi Dragon 2 a při řadě letů také působila jako ředitelka mise a starala se o komunikaci s posádkou. Stanou se prvními zaměstnanci SpaceX, kteří se dostanou do kosmického prostoru.

## Přípravy a průběh letu
K letu je použita kabina Crew Dragon Resilience, v níž Jared Isaacman absolvoval již svou první kosmickou misi Inspiration4 v roce 2021.
Při představení programu Polaris v únoru 2022 se počítalo se startem prvního letu nejdříve v listopadu 2022. V září 2022 však byl oznámen odklad nejdříve na březen 2023, později na červenec 2023 a na 4. čtvrtletí 2023. V srpnu 2023 mecenáš projektu Jared Isaacman oznámil pravděpodobný posun na rok 2024, zejména kvůli nutnosti dovyvinout nový skafandr pro plánovaný výstup do vesmíru a použitelný i při pozdějších misích na Měsíc a Mars. Jeho slova se potvrdila v prosinci 2023, když byl oficiálně zveřejněn další odklad, tentokrát na duben 2024, ale počátkem února 2024 společnost SpaceX oznámila další odklad odůvodněný potřebou získat čas na vývoj, aby bylo zajištěno jak splnění cílů mise, tak bezpečný start a návrat Dragonu a posádky na Zemi. Let se tak měl uskutečnit nejdříve v létě 2024.
Počátkem dubna 2024 SpaceX oznámila, že kosmická loď Resilience po všech potřebných úpravách míří k testům do vakuové komory. Bude při nich vystavena snižování a zvyšování tlaku uvnitř kabiny kvůli ujištění, že bude fungovat podle očekávání jak během prvního komerčního výstupu do vesmíru, tak po něm.

### Odklady kvůli zastavení letů Falconů
Upřesnění informace „nejdříve v létě 2024” přišlo 3. července – „start se uskuteční nejdříve 31. července 2024”. Protože však 11. července Federální úřad pro letectví (FAA) kvůli anomálii na horním stupni při startu rakety Falcon 9 pozastavil další vzlety tohoto nosiče, muselo po obnovení letů o dva týdny později dojít ke změnám v harmonogramu a start mise Polaris Dawn sklouzl do druhé poloviny srpna 2024, po startu SpaceX Crew-9, nadcházející dlouhodobé mise k ISS. Po vynuceném odložení mise Crew-9 na září byl ale stanoven první konkrétní termín startu mise Polaris Dawn znovu na původní období, konkrétně na 26. srpna 2024 v 07:38 UTC. Čtyři dny před naplánovaným termínem byl start o den odložen, aby týmy dostaly více času na dokončení předletových kontrol. Později SpaceX upřesnila čas startu na 07:38 UTC.

### Odklady kvůli počasí
Na sestavě Falconu 9 a Crew Dragonu již vztyčené na startovní rampě provedli technici odpoledne před ranním startem asi hodinovou inspekci v místě napojení prvního a druhého stupně a poté ji snesli zpět do horizontální polohy. SpaceX oznámila, že její týmy prověřují únik hélia na mechanismu rychlého odpojení kabelového a potrubního spojení mezi raketou a pozemním startovním vybavením. „Falcon a Dragon jsou v pořádku a příští startovní příležitost je nejdříve 28. srpna.” První možný čas startu byl 07:38 UTC, záložní možnosti pak v 09:23 a 11:09 UTC. Stejné tři startovní příležitosti byly k dispozici i o den později, 29. srpna 2024: Další odklad, tentokrát o dva dny na 30. srpna, si vyžádala nepříznivá předpověď počasí v možných oblastech přistání 5 dní po startu. V případě mise, která nemíří na ISS, ale po celou dobu letí samostatně, jde o důležitý parametr, protože posádka by při čekání na vhodné počasí pro přistání nemohla využívat zázemí stanice, především její výkonné systémy podpory života. Nakonec však byl zrušen i termín 29. srpna, protože doslova pár hodin po jeho vyhlášení FAA na neurčitou dobu zastavil lety Falconů kvůli nepodařenému závěru letu nosiče B1082 s další sadou satelitů telekomunikační sítě Starlink – po bezproblémovém průběhu letu sice booster dosedl na plovoucí přistávací plošinu A Shortfall of Gravitas, ale kvůli zhroucení jedné ze svých vyklápěcích přistávacích noh se převrátil do vodorovné polohy. A protože se na postoji FAA za den nic nezměnilo, proběl bez akce i záložní termín 30. srpna; start by se ale neuskutečnil, ani kdyby zákaz ze strany FAA neplatil, protože počasí očekávané pro dobu příletu se podle SpaceX stále neumoudřilo. I když se v médiích a na sociálních sítích objevovaly různé spekulace o termínu startu a dokonce i informace o povětrnostní situaci v Atlantiku, oficiální plán během prvních zářijových stanoven nebyl, zatímco velitel Isaacman na síti X opakovaně připomínal, že posádka je připravena a let odstartuje, až počasí vytvoří vhodné podmínky.
SpaceX oznámila v prvních hodinách dalšího týdne, že plánuje start nejdříve v úterý 10. září v 07:38 UTC se záložními časy v 09:23 a 11:09 UTC. Stejné tři startovní příležitosti jsou pro případ potřeby k dispozici i pro následující den. Šance na příznivé počasí však dosahovala pouhých 40 %, postupně se však během předstartovních příprav zvyšovala a po vynechání prvního termínu se raketa s lodí vznesla 10. září 2024 v 09:23:49 UTC.

### Průběh letu
Raketa Falcon 9 Block 5 vynesla kabinu Crew Dragon Resilience z Kennedyho vesmírného střediska na nízkou oběžnou dráhu Země se sklonem 51,6°, kde čtyřčlenná posádka stráví pět dní.
Počáteční dráha měla perigeum 190 km a apogeum 1 200 km nad povrchem Země. Spuštěním motorů v perigeu 11. září 2024 v 00:22 UTC. Resilience zamířila k rekordní výšce apogea 1 400,7 km nad Zemí. SpaceX její dosažení oznámila 11. září 2024 v 01:19 UTC. Po dalších zhruba 6 obletech loď provedla celkem 4 zážehy motorů, kterými snížila se apogeum na 742 km nad Zemí, aby poklesla radiační zátěž posádky.
O den později, 12. září, následoval v programu slíbený první soukromý výstup do vesmíru. Oproti původním úvahám, že se do průlezu postupně postaví na 20 minut všichni členové posádky, se k němu nakonec na několik minut vypravili pouze Jared Isaacman (na 8 minut asi od 10:48 do 10:56 UTC ) a Sarah Gillisová (na 7 minut, zhruba od 11:04 do 11:11 UTC). Oba v průlezu stáli, s nohama uvnitř kabiny, připojeni k lodi hadicí pro přísun vzduchu a energií a měli přitom k dispozici zábradlí připomínající schůdky pro vstup do plaveckého bazénu. Dehermetizace kabiny byla zahájena v 10:12 UTC, průlez posádka otevřela kolem 10:45 a uzavřela kolem 11:14 UTC, opětovná hermetizace skončila v 11:58 UTC. Výstup o délce 1 hodiny a 46 minut byl připsán všem čtyřem astronautům, protože všichni byli ve skafandrech po tuto dobu vystaveni otevřenému vesmíru (podobně jako 24. června 2024 byl Tracy Caldwellové Dysonové a Michaelu Barrattovi během Expedice 71 zapsán krátký a předčasně ukončený výstup z ISS, aniž by opustili otevřenou přechodovou komoru).
Předem ohlášená prezentace schopností satelitní konstelace Starlink byla provedena prostřednictvím skladby Harmonie odolnosti (Harmony of Resilience) amerického skladatele filmové hudby Johna Williamse. Společně ji s využitím sítě Starlink zahráli hudebníci rozdělení do větších i menších skupin v USA, Brazílii, Venezuele, na Haiti, ve Švédsku a v Ugandě. Sólový part pak přímo z paluby mise Polaris Dawn zahrála astronautka Sarah Gillisová. Společné vystoupení bylo současně výzvou k charitativním příspěvkům pro Dětskou výzkumnou nemocnici sv. Judy a organizaci El Sistema USA zajišťující přístup dětí k hudebnímu vzdělání. Bohulibý účel měla také aktivita astronautky Anny Menonové. Ta z paluby lodi Resilience četla dětem v nemocnici sv. Judy z pohádkové knížky Polibky z vesmíru (Kisses from Space), na jejímž vzniku se před kosmickým letem podílela.
Po dalších vědeckých a technických testech posádka 15. září 2024 v 07:36:54 UTC dosedla Resilience do vod Mexického zálivu nedaleko jižního pobřeží Floridy. Zástupce projektu Polaris po skončení letu upřesnil, že nejvyšší vzdáleností od Země, které loď s posádkou dosáhla, bylo 1 408,1 km.

## Prvenství mise
- Loď s posádkou dosáhla největší vzdálenosti od Země při letu po oběžné dráze (1 408,1 km). Všechny lodi Apollo letící k Měsíci s astronauty samozřejmě byly od Země dál.
- Protože na Měsíc ani k němu zatím neletěla žádná žena, staly se Gillisová a Menonová držitelkami absolutního rekordu v dosažené vzdálenosti od Země mezi astronautkami.
- Posádka se zúčastnila prvního soukromého výstup do vesmíru (EVA).
- Provedená EVA se stala výstupem s největším počtem zúčastněných osob (2 ze 4 účastníků sice zůstali v kabině, ale byli vystaveni kosmickému prostředí).
- Sarah Gillisová se stala nejmladším člověkem, který kdy podnikl EVA[60] (30 let a 255 dnů; předchozí rekord držel Alexej Leonov, jemuž bylo při vůbec prvním výstupu do vesmíru v historii 30 let a 292 dnů)

## Kosmická loď Crew Dragon
Crew Dragon je kosmická loď pro lety s posádkou navržená v rámci programu NASA CCDev, (Commercial Crew Development) společností SpaceX, především pro dopravu astronautů na Mezinárodní vesmírnou stanici. SpaceX ale loď používá i pro další účely mimo spolupráci s NASA (komerční programy Inspiration4, Axiom Space a Polaris).

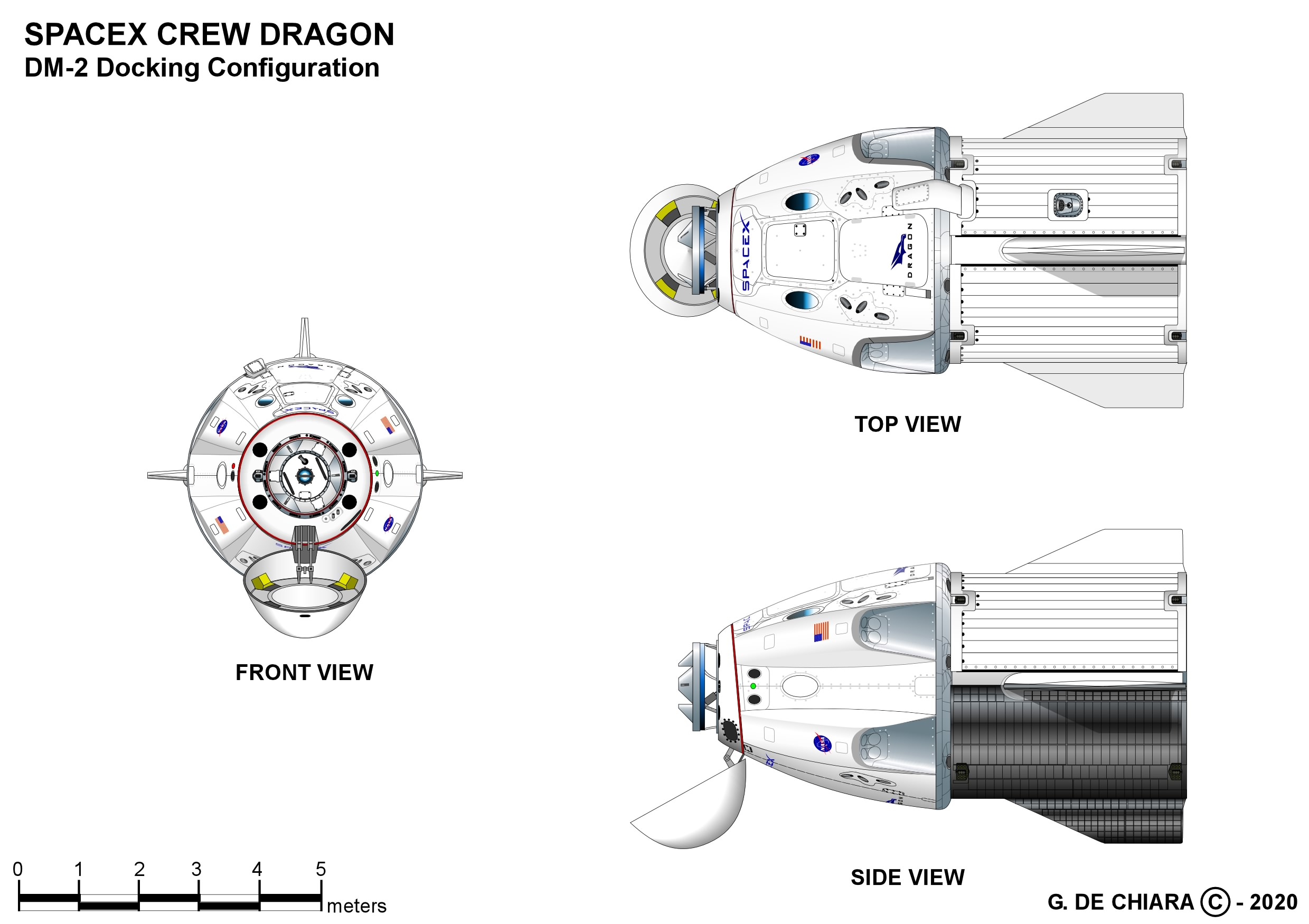
Crew Dragon v letové konfiguraci.

Crew Dragon tvoří znovupoužitelná kabina kónického tvaru a nástavec v podobě dutého válce (tzv. trunk). V kabině je hermetizovaný prostor o objemu 9,3 m3, v němž lze umístit sedačky až pro sedm osob (NASA pro lety k ISS využívá 4 místa). Nástavec je možné využít pro dopravu nákladu, který nemusí být umístěn v hermetizovaném prostoru (např. zařízení určeného pro umístění na vnější straně ISS, tedy v otevřeném kosmickém prostoru. Sestava kabiny a nástavce ve startovní pozici měří na výšku 8,1 metru a v průměru má 4 metry.
Pro misi Polaris Dawn bylo na příď lodi kolem průlezu připevněno zábradlí pro podporu astronautů při jejich výstupu do vesmíru.